# フランツ＝パウル・デッカー
フランツ＝パウル・デッカー（Franz-Paul Decker, 1923年6月22日 - 2014年5月19日）は、ドイツ出身の指揮者。

## 経歴
ケルン出身。ケルン音楽院（現在のケルン音楽大学）でフィリップ・ヤルナッハ、オイゲン・パプストらに師事し作曲と指揮の指導をうける。22歳のときにケルンオペラを指揮し指揮者デビュー。ヴィースバーデン歌劇場指揮者、ヴィースバーデン交響楽団指揮者に任命される。カードゲームを通じて知り合ったリヒャルト・シュトラウスと親交をもつ。
リヒャルト・シュトラウス、リヒャルト・ワーグナー、グスタフ・マーラー、アントン・ブルックナー、モーツァルト、ベートーヴェン、ハイドンの演奏で高い評価を得ている。またスペイン、南米音楽にも精通し、各地で高い評価を得ている。
ボッシュ交響楽団音楽監督（1956年－1964年）、ロッテルダム・フィルハーモニー管弦楽団音楽監督（1962年－1967年）、モントリオール交響楽団音楽監督（1967年－1975年）、バルセロナ交響楽団音楽監督（1985年－1991年）、ニュージーランド交響楽団首席指揮者（1992年－1996年、現在は桂冠指揮者）ほか、多くのオーケストラの音楽監督を務める。カルガリー・フィルハーモニック管弦楽団芸術顧問（1975年－1977年）、ウィニペグ交響楽団芸術顧問（1980年－1982年）、国立芸術センター管弦楽団首席客演指揮者（1991年－1999年）、エドモントン交響楽団首席客演指揮者（2003年－2004年）、カナダ・ユースオーケストラほかを歴任。
ニュージーランド交響楽団とは1966年の初共演以降、約40年間に渡り良好な関係を築き、1984年から1989年まで首席客演指揮者、1990年から1994年まで首席指揮者、1995年に桂冠指揮者のタイトルを得た。この間、1992年開催のセビリア万国博覧会へニュージーランド響を率いて出演した。また、カナダ人作曲家の演目を多く演奏することでも有名な指揮者である。
2014年、カナダのモントリオールにて没。